# Термодвойка
В електрониката, термодвойките са широко използван тип сензори за температура. Състоят се от два проводника от различен метал и принципът им на работа е превръщането на измерена температурна разлика в разлика на електрически потенциали. Те са евтини и лесно заменяеми и могат да измерват температури в широки граници. Главното им ограничение е малката точност: грешката им е около 1 °C.

## Принцип на действие
През 1821, немско-естонският физик Томас Йохан Зеебек открил, че когато някой проводник бъде нагрят неравномерно, той ще генерира напрежение. Това е известният термоелектрически ефект или ефект на Зеебек. Всеки опит за измерване на това напрежение налага свързването на друг проводник към горещия край. Този допълнителен проводник следователно също ще бъде подложен на изменение на температурата си и ще създаде напрежение, противопоставящо се на напрежението в разглеждания проводник. За щастие, големината на ефекта зависи и от материала на използвания проводник. Ако вторият проводник е от различен метал, това ще доведе до различно напрежение, като разликата е достатъчна за измерване. Тази разлика е пропорционална на температурната разлика и в съвременните комбинации от метали обикновено е между 1 и 70 микроволта за градус Целзий. Някои комбинации са станали индустриални стандарти.
Важно е да се отбележи, че термодвойките мерят температурна разлика между две точки, а не абсолютна температура. Традиционно, единият, студеният край се „поддържа“ с постоянна температура, докато другия е свързан към сондата.
На изображението горе е показано следното:
Горното изображение показва принципна термодвойка, а долното показва практическото изпълнение.
Топлия край на термодвойка Т1, който е в мястото на мерене на температурата се извежда посредством черния проводник, а студения Т2 посредством втора термодвойка извежда другия край към измервателния уред, в който обикновено, след известна корекция се изчислява резултата.
В практиката често температурата на студения край на термодвойката не е известна и затова се вграждат допълнителни термочувствителни устройства (термистори или диоди), за да се измери температурата на входа на инструмента, като се вземат специални мерки за намаляване на температурните разлики на клемите. Така, напрежението на студения край може да бъде симулирано и с негова помощ да се поправи крайния резултат от измерването. Това е известно като компенсация на студената връзка (на английски: cold junction compensation). По принцип тази компенсация може да се изпълни и от софтуер. Напреженията могат да бъдат преобразувани в измерена температура чрез сравнителни таблици или чрез коефициенти Бази от данни за напреженията във функция на температурата и съответните коефициенти за изчисление за различни типове термодвойки са налични онлайн..
Обикновено термодвойката е свързано с отчитащото устройство посредством специални проводници, известни като „компенсационни“ или „удължителни“. Тези проводници трябва да са възможно най-близки до използваните в термодвойката. Макар и не съвсем евтини, тези проводници дават възможност за удобно свързване на големи разстояния. Използването им е възможно в тесен температурен интервал, но позволяват относително голяма точност.
„Компенсационните проводници“ от друга страна са не толкова точни, но са доста по-евтини. Те са направени от сплави на медта и имат термоелектрически коефициенти близки до материалите в термодвойката, но не осигуряват такава точност като „удължителните проводници“. За да бъдат обаче приемливи грешките при измервания, температурните граници, в които могат да се използват, са строго определени.
„Компенсационният“ или „удължителен“ проводник трябва да се избира подобен на термодвойката. Той създава пропорционално напрежение на това на термодвойката и с правилната полярност, за да може допълнителното напрежение да се добави към това на термодвойката, компенсирайки температурната разлика между студения и топлия край.

### Зависимост „температура-напрежение“
Зависимостта между температурната разлика и напрежението на изхода на термодвойката е нелинейна и се дава като една интерполация на полиноми.
{\displaystyle T=\sum _{n=0}^{N}a_{n}v^{n}}
като коефициентите an се дават за n от 0 до 5 – 9.
За постигането на точни измервания уравнението обикновено се пресмята от цифров контролер или чрез сравнителна таблица. Някои стари устройства ползват аналогови филтри за целта.

## Видове термодвойки
Множество термодвойки са възможни, в зависимост от измерванията (промишлени, научни, медицински и др.). Избират се обикновено според температурния обхват и чувствителността. Термодвойки с ниска чувствителност (B, R, и S тип) – за по обикновени нужди. Друг критерий включва инертността материала на термодвойката и дали е магнитен. Термодвойките по-долу са подредени като на първо място е положителния електрод, а след това отрицателния.
Тип K -- Хромел (Никел-Хром сплав) / Алумел (Никел-Алуминий сплав)
Това е най-широко използваната термодвойка за обикновени цели. Тя не е скъпа и поради своята популярност, налична в най-различни варианти сонди. Обхват от −200 °C до +1200 °C.
Тип К е създаден във времето, когато металургията не е така напреднала както днес, следователно с показатели вариращи между отделните образци. Един друг потенциален проблем възниква в ситуации, когато един от съставните материали е магнитен (Никела). Характеристиката на термодвойката понася драматично изменение, когато магнитния материал достигне [[„точката на Кюри“|, за тази термодвойка 354 °C. Чувствителността е средно 41 µV/°C.
Тип E -- Хромел / Константан (Мед-Никел сплав)Тип E има голямо изходно напрежение (68 µV/°C) което го прави много подходящ за криогенни изследвания. Освен това не е магнитен.
Тип J -- Желязо / КонстантанОграничения обхват (−40 до +750 °C)прави тип J по-малко популярен от тип К. The main application is with old equipment that cannot accept modern thermocouples. J типа не може да бъде използван над 760 °C поради предизвикваното трайно разстройване следствие магнитни трансформации. Магнитните свойства също така пречат за използването му за някои приложения. Тип J има чувстивителност ~52 µV/°C.
Тип N -- Никросил (Никел-Хром-Силиций сплав) / Нисил (сплав Никел-Силиций)Високата стабилност и устойчивост на вискоко-температурно окисление правят тип N подходящ за високо-температурни измервания на ниска цена в сравнение с платиннените (B, R, S) типове. Те могат да издържат температури над 1200 °C. Чувствителността е около 39 µV/°C при 900 °C, малко по-ниска от Type K. Проектирани като усъвършенстван тип K, те стават все по-популярни.
Термодвойки типове B, R, и S са всички благородни метали. Те са най-стабилни от всички видове термодвойки, но поради ниската си чувствителност (средно 10 µV/°C) се използват обикновено само за високо-температурни измервания(>300 °C).
Тип B -- Платина 30% Родий / Платина 6% РодийПодходящи за високо-температурни измервания до 1800 °C. Тип B термодвойки (поради формата на тяхната температурно-напреженова крива) дават един и същ изход при 0 °C и 42 °C. Това ги прави неизползваеми под 50 °C.
Тип R -- Платина 13% Родий / ПлатинаПодходящи за високо-температурни измервания до 1600 °C. Ниската чувствителност (10 µV/°C) и висока цена не позволяват широката им употреба.
Тип S -- Платина 10% Родий / ПлатинаПодходящи за високо-температурни измервания до 1600 °C. Ниската чувствителност (10 µV/°C) и висока цена не позволяват широката им употреба. Поради високата им стабилност, тип S се използва като стандарт при калибрирането на точката на топене на златото. (1064.43 °C).
Тип T -- Мед / КонстантанПодходящ за измервания в −200 до 350 °C обхват. Много подходящ за измерване на разлики, тъй като сондите имат контакт само с мед. Тъй като и двата проводника са немагнитни, тези термодвойки са особено популярни в електрическите генератори, които имат силни електромагнитни полета. Тип T имат чувствителност ~43 µV/°C.
Тип C -- Волфрам 5% Рений / Волфрам 26% РенийПодходящи за измервания от 32 до 4208 °F ((0 до 2320 °C). Тези термодвойки се използват във вакуумни пещи и никога не трябва да бъдат използвани при наличие на кислород при температури над 500 °F(260 °C).
Тип M -- Никел сплав 19 / Никел-Молибден сплав 20Същото приложение както тип С. Горен обхват 2500 °F (~1400 °C).

## Обозначения
Термодвойките имат цветово означение на изолацията, което обаче е различно в някои страни.
International Thermocouple Color Codes

## Приложения
Термодвойките са най-подходящи за измервания в широк температурен обхват 1800 К. Те са по-малко подходящи за приложения, където по-малки температурни разлики трябва да се измерват с по-голяма точност, например за обхват 0 – 100 °C се иска 0.1 °C точност. За такива употреби се ползват термистори или термосъпротивления(RTD).

### Стоманена промишленост
Тип B, S, R и K термодвойките се използват широко в стоманодобивната промишленост за следене температурите и състава по време на леенето на пещта. Тип S се използват в електродъговите пещи за точно измерване на температурата на стоманата преди изливане. Въглеродното съдържание на разтопената стомана може просто и бързо да се анализира по кривата на охлаждане на малко количество стомана.

### Приложение в нагревателни уреди
Много газови отоплителни уреди използват първоначално запалване преди основното, което носи риск при изгасване поради някаква причина да се натрупа газ и да възникне експлозия и възпламеняване или задушаване на хората в него. В тези уреди най-често термодвойката следи дали гори запалващият огън и ако е изгаснал, подават сигнал за затваряне на горивния вентил, като по този начин предотвратяват опасни последствия.

### Източник на енергия
Термодвойките могат да бъдат свързвани последователно една за друга образувайки термогенератор, където всички топли краища са изложени на по-висока температура, а всички студени на по-ниска. Така, се сумират напреженията от всичките. Използвайки като източник на топлина радиоактивния разпад на някои изотопи на урана, термоелектричните батерии се използват на космически апарати при далечни мисии, когато слънчевата светлина не може да се използва като източник на енергия.